# Campylobacter

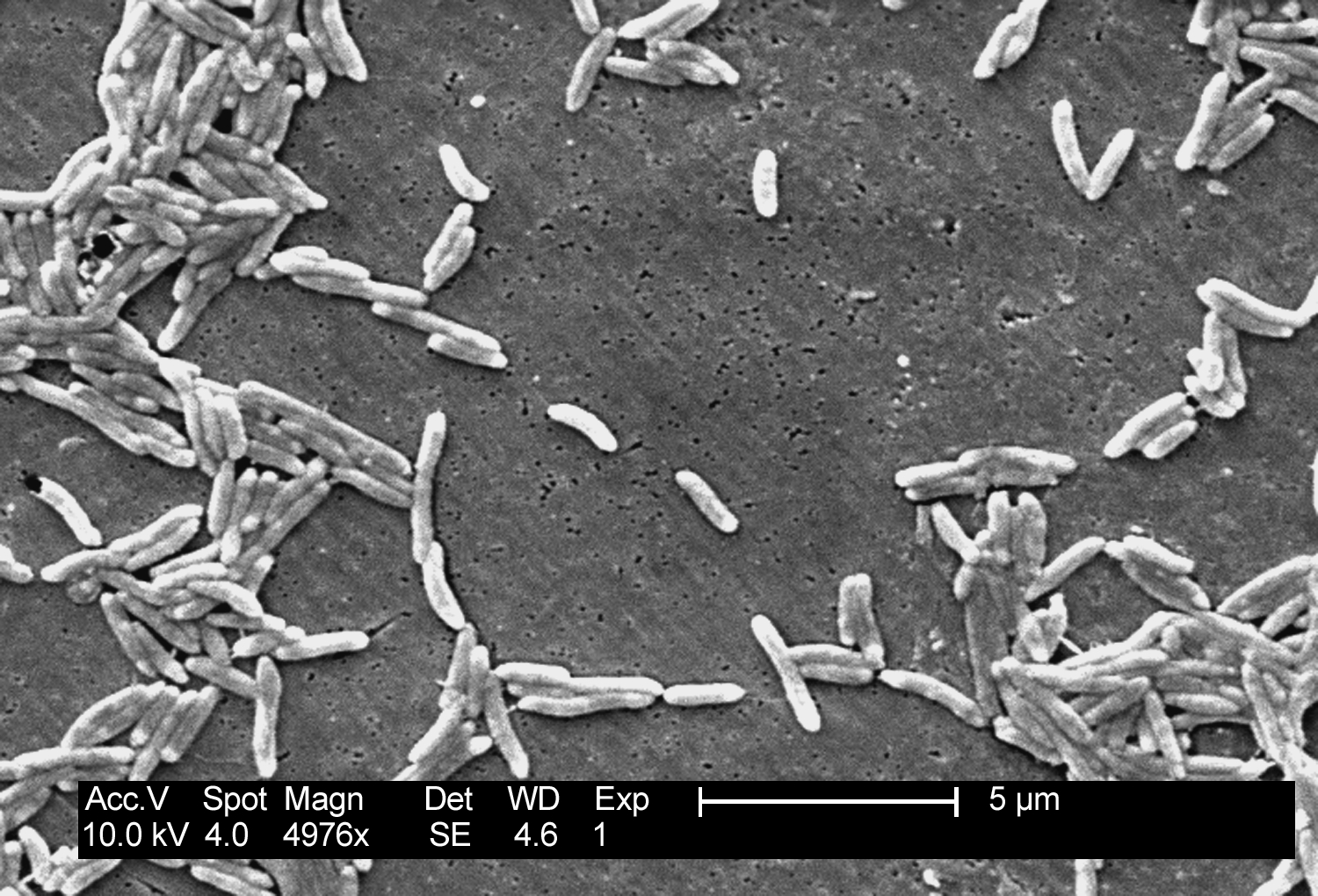
Campylobacter fetus

A Campylobacter a proteobaktériumok egyik nemzetsége.

## Tudnivalók
A Campylobacter-fajok általában az állatok, főleg a madarak (Aves) - emberi szempontból a baromfiudvar - ürülékében találhatók meg. Testfelépítésük csavarvonalas. Nem termelnek spórákat és oxigénre van szükségük a megélhetéshez; továbbá Gram-negatív baktériumok. A kórokozó baktériumok közé tartoznak. Világszerte a gyomor-bélhurutos (gasztroenteritisz) megbetegedések fő okozói.

## Rendszerezés
A nemzetségbe az alábbi fajok tartoznak (lehet, hogy a lista hiányos):
- Campylobacter avium
- Campylobacter butzleri
- Campylobacter canadensis
- Campylobacter cinaedi
- Campylobacter coli (Doyle, 1948) Véron & Chatelain, 1973
- Campylobacter concisus Tanner et al, 1981
- Campylobacter corcagiensis
- Campylobacter cryaerophilus
- Campylobacter cuniculorum
- Campylobacter curvus
- Campylobacter fennelliae
- Campylobacter fetus (Smith & Taylor, 1919) Sebald & Véron, 1963
- Campylobacter gracilis
- Campylobacter helveticus
- Campylobacter hominis
- Campylobacter hyoilei
- Campylobacter hyointestinalis Gebhart et al., 1983
- Campylobacter insulaenigrae
- Campylobacter jejuni (Jones et al., 1931) Veron & Chatelain, 1973
- Campylobacter lanienae Logan et al., 2000
- Campylobacter lari Benjamin et al., 1984
- Campylobacter mucosalis (Lawson, Leaver, Pettigrew & Rowland, 1981) Roop, Smibert, Johnson & Krieg, 1985
- Campylobacter mustelae
- Campylobacter nitrofigilis
- Campylobacter peloridis
- Campylobacter pylori - manapság Helicobacter pylori ((Marshall et al., 1985) Goodwin et al., 1989) ICD-9 code: 041.86
- Campylobacter rectus Vandamme et al., 1991
- Campylobacter showae Etoh et al., 1993
- Campylobacter sputorum
- Campylobacter subantarcticus
- Campylobacter upsaliensis
- Campylobacter ureolyticus
- Campylobacter volucris

## Fordítás
- Ez a szócikk részben vagy egészben  a   Campylobacter című angol Wikipédia-szócikk ezen változatának fordításán alapul.  Az eredeti cikk szerkesztőit annak laptörténete sorolja fel. Ez a jelzés csupán a megfogalmazás eredetét és a szerzői jogokat jelzi, nem szolgál a cikkben szereplő információk forrásmegjelöléseként.